# جوز مكسيكي
جوز مكسيكي (الاسم العلمي:Juglans mexicana) هو نوع من النباتات يتبع جنس الجوز من الفصيلة الجوزية.